# Ardestan (Verwaltungsbezirk)
Ardestan  (persisch شهرستان اردستان) ist ein Schahrestan in der Provinz Isfahan im Iran. Er enthält die Stadt Ardestan, welche die Hauptstadt des Verwaltungsbezirks ist. Der Bezirk hat vier Städte: Ardestan, Mahabad und Zavareh.

## Demografie
Bei der Volkszählung 2016 betrug die Einwohnerzahl des Schahrestan 42.105. Die Alphabetisierung lag bei 83 Prozent der Bevölkerung. Knapp 66 Prozent der Bevölkerung lebten in urbanen Regionen.
| Zensusjahr | Einwohnerzahl |
| ---------- | ------------- |
| 2011       | 41.405        |
| 2016       | 42.105        |